# Francisco de Arango y Parreño
Francisco María de la Luz de Arango y Parreño (L'Havana, 22 de maig, 1765 - Idem. 21 de març, 1837) va ser un polític i hisendat espanyol, de gran tasca en el moviment reformista de principis del segle xix a Cuba.
En atenció a una petició de l'Ajuntament de l'Havana, per reial decret de la reina governadora Maria Cristina de Borbó de data 20 de maig de 1834 li fou atorgada la dignitat de marquès de la Gratitud, en atenció als seus excepcionals mereixements i serveis, no obtenint el mateix el corresponent Reial despatx, que va venir a ser estès quaranta-sis anys després pel rei Alfons XII, el 10 de juny de 1880, al seu net Domingo Francisco Miguel de Regla d'Arango i Herrera.
Se'l ha comparat a Jovellanos pel serveis que va prestar al seu país. Com a representant de l'Ajuntament de l'Havana va gestionar a Madrid el canvi de sistema administratiu existent a Cuba. Va establir a l'Havana el 1795 el Consulado de Agricultura y Comercio, que se convirtió más tarde en la Junta de Fomento.
Tota la tasca d'Arango com a publicista va estar consagrada a la prosperitat de Cuba; va estudiar tots els problemes polítics i econòmics que li interessaven, especialment els referents a l'agricultura, que va desenvolupar a les seves nombroses publicacions, entre les quals esmentarem:
- La agricultura en Cuba y medios de fomentarla (1792);
- Proyecto de un viaje de investigación por Inglaterra, Francia y sus colonias (1793);
- Memoria sobre los innumerables perjuicios, que resultan del privilegio exclusivo concedido a las refinerias de azúcar que se establecen en la Metrópoli (1794);
- Estudio sobre los males y remedios que en la Isla de Cuba tiene el ramo de tabacos; Sobre los medios que convenga adoptar para sacar la agricultura y el comercio del apuro en que se hallan; Representación a las Cortes contra las proposiciones de los diputados Argüelles i Alcocer sobre el tráfico de negros (Havana, 1811), reimpresa en Madrid i París;
- Informe al rey sobre la condición de los esclavos en Cuba y urgente necesidad de la supresión del tráfico (Havana, 1828), obra en la què, rectificant el criteri que sustentaba en la anterior, es mostrà partidari de l'abolició de la esclavitud;
- Máximas económico-políticas sobre el comercio colonial (1816), etc...